# Pokrajina Imperia
Pokrajina Imperia (v italijanskem izvirniku Provincia di Imperia, izg. Provinča di Impèrja) je ena od štirih pokrajin, ki sestavljajo italijansko deželo Ligurija. Meji na severu z deželo Piemont, na vzhodu s pokrajino Savona, na jugu z Ligurskim morjem in na zahodu s Francijo.

## Večje občine
Glavno mesto je Imperia, ostale večje občine so (podatki 31.05.2007):
| Mesto       | Prebivalcev |
| ----------- | ----------- |
| Imperia     | 41.252      |
| Sanremo     | 56.385      |
| Ventimiglia | 25.647      |
| Taggia      | 14.143      |
| Bordighera  | 10.667      |

## Naravne zanimivosti
Najstarejše zaščiteno področje v pokrajini so Botanični vrtovi Hanbury (Area protetta regionale Giardini Botanici Hanbury) v bližini mesta Ventimiglia, ki si jih je leta 1867 zamislil Sir Thomas Hanbury po povratku iz Kitajske. Po njegovi smrti leta 1907 sta skrbela za rast in izpopolnjevanje vrtov sin Cecil in snaha Dorothy vse do leta 1937, ko sta zaradi političnih razmer zapustila Italijo. Upravo je prevzela država, ki jih je že leta 1939 zaščitila s posebnim zakonom; leta 1960 jih je odkupila.

## Zgodovinske zanimivosti
V kraju Oneglia se nahaja edinstveni Muzej oljke, ki razstavlja veliko predmetov, ki so na kak način povezani z oljko in s pridobivanjem olja. Poleg različnega orodja, ki je še danes v rabi, je razstavljena tudi bogata zbirka arhaičnih predmetov in izkopanin, kakor tudi več zanimivosti iz različnih krajev. Posebna odseka muzeja obravnavata trgovino, ki se je v teku stoletij razvila z oljem, in sakralne oblike gojenja oljke in uporabe olja.